# 施托克海姆
施托克海姆是德国巴伐利亚州的一个市镇。总面积25.37平方公里，总人口5076人，其中男性2512人，女性2564人（2011年12月31日），人口密度200人/平方公里。